# Plesiotettix spinosus
Plesiotettix spinosus är en insektsart som beskrevs av Hancock, J.L. 1907. Plesiotettix spinosus ingår i släktet Plesiotettix och familjen torngräshoppor. Inga underarter finns listade i Catalogue of Life.